# Olympische Winterspiele 1960/Nordische Kombination
Bei den VIII. Olympischen Winterspielen 1960 in Squaw Valley fand ein Wettbewerb in der Nordischen Kombination statt. Austragungsorte waren das McKinney Creek Stadium und der Papoose Peak Jump.

## Austragungsmodus
In den Anfangsjahrzehnten wurde die Nordische Kombination in nur einer Variante ausgetragen. Hier in Squaw Valley wurde wie bei den vorangegangenen Spielen in Cortina d’Ampezzo zunächst das Skispringen und als zweite Disziplin der Langlauf ausgetragen. Der Sprunglauf bestand wie bei den drei letzten Winterspielen aus drei Versuchen, von denen die besten zwei Sprünge in die Wertung kamen. Der Langlauf wurde wie 1956 separat und nicht zusammen mit den Spezialisten, ausgetragen. Die Distanz betrug wie in Cortina d’Ampezzo 15 Kilometer.

## Vorschau
Die Vorschau im «Sport Zürich» vom 19. Februar 1960 wies vorerst darauf hin, dass die geographische Lage (zum einen der McKinney-Creek auf 2.000 m Seehöhe, zum anderen die südliche Lage ungefähr am gleichen Breitengrad wie Madrid) und dazu auch die hier von der Luftfeuchtigkeit stark abhängige Beschaffenheit des Schnees wichtige Faktoren sein werden.
In der Kombination rückten die Norweger „traditionsgemäß“ mit den aussichtsreichsten Anwärtern (Tormod Knutsen, Gunder Gundersen, Sverre Stenersen, Arne Larsen) an, ernstzunehmende Bewerber waren die Finnen. Der polnische Bronzegewinner von 1956, Franciszek Gąsienica Groń, schien ebenfalls wieder in Form zu sein. Während die Österreicher und Tschechen kaum stark genug waren, um sich in Geltung zu bringen, könnte der „erlauchten Gesellschaft“ durch die Deutschen Georg Thoma und Günter Flauger Konkurrenz erwachsen, die ihre Trümpfe auf der Schanze hatten. Es wäre keine Überraschung, wenn eine Medaille nach Deutschland ginge. Über die sowjetischen Athleten wusste man zu wenig, bei vorangegangenen Wettkämpfen waren sie nicht ausgeglichen genug gewesen, um sich auf die vorderen Plätze der Gesamtwertung zu schieben.

## Bilanz

### Medaillenspiegel
| Platz  | Land        | Gold | Silber | Bronze | Gesamt |
| ------ | ----------- | ---- | ------ | ------ | ------ |
| 1      | Deutschland | 1    | –      | –      | 1      |
| 2      | Norwegen    | –    | 1      | –      | 1      |
| 3      | Sowjetunion | –    | –      | 1      | 1      |
| Gesamt | Gesamt      | 1    | 1      | 1      | 3      |

### Medaillengewinner
| Disziplin                               | Gold              | Silber               | Bronze                 |
| --------------------------------------- | ----------------- | -------------------- | ---------------------- |
| Einzel (Normalschanze / 15-km-Langlauf) | Georg Thoma (EUA) | Tormod Knutsen (NOR) | Nikolai Gussakow (URS) |

## Ergebnisse (Normalschanze / 15-km-Langlauf)
| Rang | Land | Athlet           | Skispringen  | Skilanglauf   | Skilanglauf   | Gesamt  |
| Rang | Land | Athlet           | Pkte. (Pl.)  | Zeit          | Pkte. (Pl.)   | Punkte  |
| ---- | ---- | ---------------- | ------------ | ------------- | ------------- | ------- |
| 01   | EUA  | Georg Thoma      | 221,5 00(1)  | 0059:23,8 min | 236,452 0(4)  | 457,952 |
| 02   | NOR  | Tormod Knutsen   | 217,0 00(4)  | 0059:31,0 min | 236,000 0(5)  | 453,000 |
| 03   | URS  | Nikolai Gussakow | 212,0 (=10)  | 0058:29,4 min | 240,000 0 (1) | 452,000 |
| 04   | FIN  | Pekka Ristola    | 214,0 0(=6)  | 0059:32,8 min | 235,871 0(6)  | 449,871 |
| 05   | URS  | Dmitri Kotschkin | 219,5 00(2)  | 1:01:32,1 h00 | 228,194 (11)  | 447,694 |
| 06   | NOR  | Arne Larsen      | 215,0 00 (5) | 1:01:10,1 h00 | 229,613 (10)  | 444,613 |
| 07   | NOR  | Sverre Stenersen | 205,5 (=14)  | 1:00:24,0 h00 | 232,581 0(8)  | 438,081 |
| 08   | SWE  | Lars Dahlqvist   | 201,5 0(20)  | 0059:46,0 min | 235,032 0(7)  | 436,532 |
| 09   | FIN  | Paavo Korhonen   | 197,5 0(25)  | 0059:08,0 min | 237,484 0(3)  | 434,984 |
| 10   | SWE  | Bengt Eriksson   | 213,0 00(8)  | 1:03:27,9 h00 | 220,710 (19)  | 433,710 |
|      |      |                  |              |               |               |         |
| 13   | EUA  | Günter Flauger   | 207,0 (=12)  | 1;02:10,0 h00 | 225,742 (14)  | 432,742 |
| 17   | EUA  | Rainer Dietel    | 214,0 0(=6)  | 1:05:32,8 h00 | 212,645 (22)  | 426,645 |
| 20   | EUA  | Martin Körner    | 212,0 (=10)  | 1:07:37,0 h00 | 204,645 (27)  | 416,645 |
| 21   | AUT  | Alois Leodolter  | 205,5 (=14)  | 1:06:21,9 h00 | 209,484 (25)  | 414,984 |

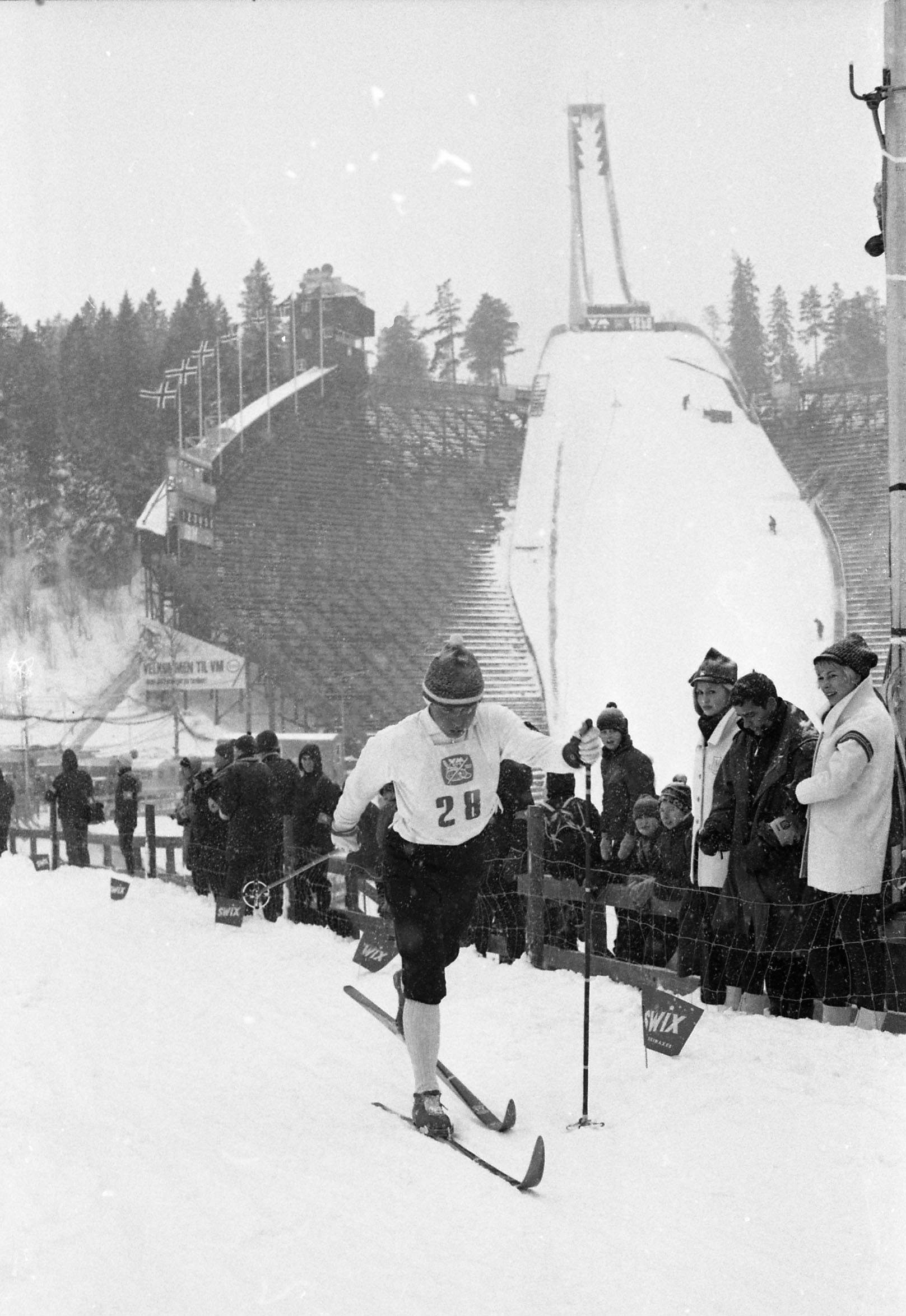
Olympiasieger Georg Thoma – hier bei den Weltmeisterschaften 1966 in Oslo

Skispringen: 21. Februar 1960, 12:30 Uhr
Langlauf: 22. Februar 1960
33 Teilnehmer aus 13 Ländern, davon 31 in der Wertung
Während dem Springen rund 30.000 Zuschauer beigewohnt hatten, waren beim Langlauf nur etwa 100 ins Zielstadion gekommen, als der Startschuss bei −14 °C fiel. Beim Springen herrschten beste Wetterbedingungen, der vorhandene Schnee machte die Anlaufspur so schnell, dass die Teilnehmer auf den vollen Anlauf verzichteten. Hinsichtlich des ebenfalls bei guten Bedingungen stattfindenden Langlaufes sah sich Georg Thoma nicht in der Favoritenrolle. Er meinte, dass ihn „der Schnellste bei fünf bis sechs Minuten abknöpfen“ werde, einen Vorteil sah er lediglich in seiner hinteren Startnummer. Seine Mannschaftsführung hoffte auf eine Bronzemedaille; die Russen und Skandinavier räumten ihm keine Medaillenchancen ein. Im Langlauf war Nikolai Gussakow vom Start weg der Schnellste, auch Tormod Knutsen und Paavo Korhonen hielten ihr Anfangstempo durch, während Sverre Stenersen dazu nicht die Reserven hatte. Das war bei Thoma umgekehrt. Er war das Rennen vorsichtig angegangen und steigerte sein Tempo nach und nach.
Der Sieg von Thoma war eine Sensation, denn er schlug die favorisierten Skandinavier und Sowjet-Teilnehmer. Er war zwar als ausgezeichneter Springer bekannt, allerdings nicht als guter Langläufer. In dieser Disziplin konnte er jedoch eine bessere Zeit erreichen als seine schärfsten Konkurrenten aus dem Springen. In ersten Reaktionen wurde von skandinavischer Seite betont, der Thoma-Sieg sei eher positiv zu werten, um das Interesse am nordischen Skisport in den Alpenländern anzuregen.
Zur Überraschung stellten die Medienvertreter fest, dass von Thoma während seines Langlaufes kein Foto geschossen worden war. Alle Fotografen hatten trotz seiner Führung nach dem Springen geglaubt, dass er weit zurückfallen werde. Die Art, wie Thoma in aller Stille seine Goldmedaille gewann, war bezeichnend für diese Olympischen Spiele: Tausende drängten sich im Olympiazentrum und auch an der Herrenabfahrt, aber der Kombinationslanglauf interessierte praktisch niemanden. Allerdings verpassten auch viele der deutschen Medienvertreter die Sensation; sie hatten sich zur Herrenabfahrt begeben, wo das deutsche Team auch eine große Rolle spielte.

## Videolink
- Porträt des Skisportlers Georg ('Jörgl') Thoma 2007, youtube.com. Abgerufen am 11. August 2023